# Gefecht an der Newa
1. Phase: Schwedische Dominanz (1700–1709)
Dänischer Kriegsschauplatz (1700)
Humlebæk • Tönning I 
Livländ./ Estnischer Kriegsschauplatz (1700–1708)
Riga I • Jungfernhof • Varja • Pühhajoggi • Narva • Petschora • Düna • Rauge • Erastfer • Hummelshof • Embach • Tartu • Narva II • Wesenberg I • Wesenberg II
Ingermanländ./ Finnischer Kriegsschauplatz (ab 1701)
Archangelsk • Ladogasee • Nöteborg • Nyenschanz • Newa • Systerbäck • Petersburg • Wyborg I • Porvoo • Newa II • Koporje II • Kolkanpää
Litauisch-weißrussischer Kriegsschauplatz (1702–1706)
Vilnius • Saladen • Jakobstadt • Gemauerthof • Mitau • Grodno I • Olkieniki • Njaswisch • Klezk • Ljachawitschy
Polnischer Kriegsschauplatz (1702–1706)
Klissow • Pułtusk • Thorn • Lemberg • Warschau • Posen • Punitz • Tillendorf • Rakowitz • Praga • Fraustadt • Kalisch 
Russischer Kriegsschauplatz (1708–1709)
Grodno II • Golowtschin • Moljatitschi • Rajowka • Lesnaja • Desna • Baturyn • Koniecpol • Weprik • Opischnja • Krasnokutsk • Sokolki • Poltawa I • Poltawa II
2. Phase: Schweden in der Defensive (1710–1721)
Baltischer und Finnischer Kriegsschauplatz (bis 1714)
Riga II • Wyborg II • Pernau • Kexholm • Reval • Hogland • Pälkäne • Storkyro • Nyslott • Hanko 
Schwed./Norwegischer Kriegsschauplatz (1710–1721)
Helsingborg • Køge-Bucht • Bottnischer Meerbusen • Frederikshald I • Dynekilen-Fjord • Göteborg I • Strömstad • Trondheim • Frederikshald II • Marstrand • Ösel • Göteborg II • Södra Stäket • Grönham • Sundsvall
Norddeutscher Kriegsschauplatz (1711–1716)
Elbing • Wismar I • Lübow • Stralsund I • Greifswalder Bodden I • Stade • Rügen • Gadebusch • Altona • Tönning II • Stettin • Fehmarn • Wismar II • Stralsund II • Jasmund • Peenemünde • Greifswalder Bodden II • Stresow 
Das Gefecht an der Newa fand am 9. September 1708 zwischen einer russischen Armeeeinheit und einer schwedischen Invasionsstreitmacht unter Georg Lybecker während des Großen Nordischen Krieges an der Newa in Ingermanland statt. Es endete mit einem erfolgreichen schwedischen Übergang der Newa und Abwehr der heraneilenden Russen.

## Vorgeschichte

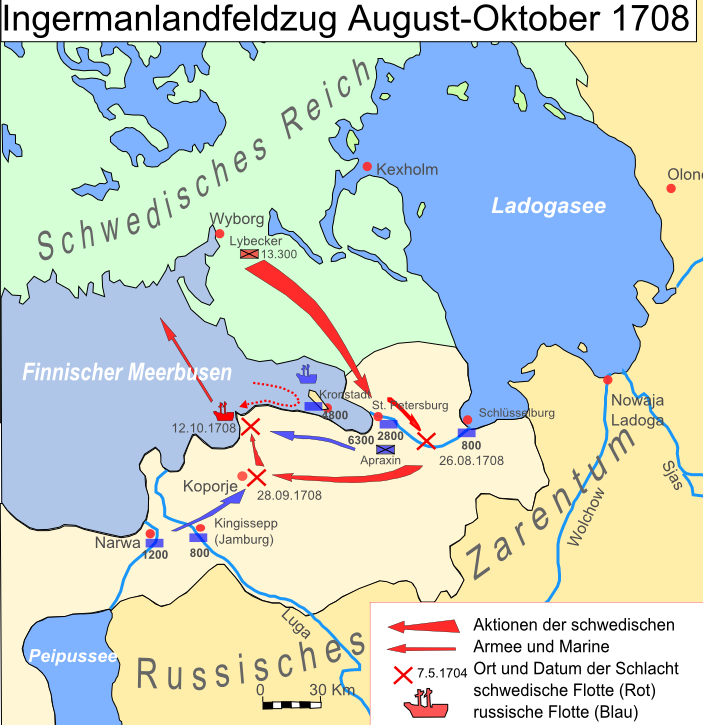
Feldzugsverlauf in Ingermanland 1708

Die schwedische Armee befand sich im Baltikum und in Ingermanland seit mehreren Jahren in der Defensive. Überlegene russische Streitkräfte hatten Stück für Stück zunächst das Newaumland einschließlich des Newadeltas erobert und ein Teil von Schwedisch-Livland in Besitz genommen. Oftmals herrschte ein völlig unausgeglichenes Kräfteverhältnis zwischen Russen und Schweden in den militärischen Begegnungen von 3:1 zugunsten der Russen und darüber hinaus. Der Grund hierfür lag in der Konzentration der schwedischen Ressourcen auf dem polnischen Kriegsschauplatz wo Karl XII. mit der schwedischen Hauptarmee operierte. Dieser unternahm 1708 eine Invasion in das russische Kernland um den letzten verbliebenen Kriegsgegner Peter I. zu besiegen.
Karl XII. bereitete seinen Feldzug gegen das Zarenreich sorgfältig vor. Bei Riga war das Korps Lewenhaupt mit 16.000 Mann konzentriert. Das Korps Lybecker stand in Südfinnland zum Angriff auf Petersburg bereit, diese Region sollte Apraxin verteidigen.
Entsprechend einer Weisung des schwedischen Königs begann Lybecker im August 1708 mit seinem Vormarsch gegen Ingermanland, um einen direkten Angriff auf Sankt Petersburg zu unternehmen. Doch hierfür waren die ihm zur Verfügung stehenden Truppen zu schwach.
Die Finnische Armee Lybeckers zählte zum Feldzugsauftakt:
- 2942 Reiter
- 688 Dragoner
- 9436 Infanteristen
- 216 Artilleristen,

zusammen waren dies 13.300 Mann.
Die russischen Kräfte in Ingermanland zählten:
- 2800 Mann Garnison in St. Petersburg
- 800 Mann Garnison in der Festung Schlüsselburg
- 4800 Mann auf der Insel Kotlin in Kronstadt
- 800 Mann in der Festung Jamburg
- 1200 Mann in Narwa
- ein 6300 Mann starkes Korps unter Kommando von Apraxin, das im Juli bei St. Petersburg stand.

Zusammen verfügten die russischen Kräfte in der Region über 16.700 Mann.
Lybecker war der Überzeugung, dass südlich der Newa genügend Nachschubgüter zur Versorgung seiner Truppen zur Verfügung standen. Von russischer Seite waren jedoch alle Vorräte in die Festungen gebracht worden, um Lybeckers Vorstoß über die Newa zu behindern. Unterstützt werden sollte Lybecker weiterhin von der schwedischen Flotte, die von Seeseite her St. Petersburg bedrohen sollte. Die schwedische Flotte kam an Kronstadt nicht vorbei, konnte ihn daher bei den Aktionen im Petersburger Gebiet nicht direkt unterstützen.
Nachdem Lybeckers Armee die Newa erreicht hatte, bereiteten sie den Übergang vor. Apraxin hatte das gegenüberliegende südliche Ufer der Newa mit etwa 8000 Mann besetzt und zusätzliche Stellungen errichten lassen. Russische Boote patrouillierten entlang der Newa um frühzeitig ein schwedisches Übersetzen zu entdecken und melden zu können.

## Verlauf
Lybecker verwirrte das russische Kommando, wo es nur möglich war, um den genauen schwedischen Übergang so lange wie möglich vor dem russischen Armeeoberkommando geheim zu halten. Die Überraschung gelang, denn das russische Oberkommando ging davon aus, dass die Schweden am Fluss Mia übersetzen würde und hatte dorthin alle Truppen konzentriert. Am 9. September starteten schwedische Kräfte nahe der Teusina mit der Konstruktion einer Pontonbrücke. Zwei russische Brigantinen entdeckten die Schweden und begannen auf die schwedischen Positionen zu schießen. Den Schweden gelang es die russischen Boote außer Gefecht zu setzen und zum Rückzug zu zwingen.
Danach setzten sie insgesamt 1500 Schweden über. Diese errichteten sofort Verschanzungen. Nach russischen Quellen sollen 400 russische Dragoner und ein Infanteriebataillon mit drei Kanonen versucht haben im Anschluss diesen Brückenkopf zu beseitigen. In schwedischen Quellen soll es sich um 4–8000 russische Soldaten gehandelt haben. Nach einem dreistündigen Gefecht und einer massiven Bajonettattacke der Schweden mussten sich die russischen Truppen zurückziehen, da keine weitere Verstärkungen eintrafen und die Schweden ihrerseits immer mehr schwedische Truppen anlandeten. Die Schweden haben in dem Gefecht 86 Tote und 291 Verwundete erlitten. Russischerseits sollen 900 Mann getötet worden sein.

## Folgen
Das Gefecht hatte keinen strategischen Effekt auf den weiteren Feldzugsverlauf gehabt. Es gelang Lybeckers Armee aufgrund des Fehlens schwerer Artillerie und der fehlenden Flottenunterstützung nicht, St. Petersburg direkt anzugreifen, so dass das eigentliche Feldzugsziel schon zu diesem Zeitpunkt gescheitert war. Da die Vorräte der Schweden bald aufgebracht waren, sah sich Lybecker schließlich genötigt, sein Korps über den Finnischen Meerbusen nach Finnland zurückzuführen. Als ein Teil der schwedischen Truppen bereits eingeschifft war, griff Apraxin am 12. Oktober 1708 die Nachhut Lybeckers bei Kolkanpää an und vernichtete sie. Über 900 Schweden fielen, 150 gerieten in Gefangenschaft. Eine direkte Bedrohung Petersburg war damit abgewendet.